# Open de France de natation
L'Open de France de natation (anciennement Open de Paris de natation) est une manifestation sportive de natation organisée pour la première fois en août 2007. La compétition est organisée par la Fédération française de natation et la Ligue européenne de natation.

## But
L'organisation de cet événement répond au besoin, pour la natation française, d'organiser un rendez-vous international où les meilleurs nageurs européens et mondiaux puissent s'affronter. En effet, la France n'a plus accueilli de compétition internationale depuis les championnats d'Europe 1987 à Strasbourg. Enfin, la tenue de cet Open est à rattacher au contexte de la natation française qui connaît un essor important au niveau de ses résultats (grâce à Laure Manaudou ou Alain Bernard notamment).
Un temps envisagée sur l'esplanade du Champ-de-Mars, la première édition se déroule finalement à la Croix-Catelan du 2 au 5 août 2007. La piscine qui est habituellement le lieu d'entraînement de la section natation du Racing Club de France est mise aux normes et, pour l'occasion, quatre tribunes sont montées pour accueillir 2 650 personnes. Outre certaines têtes d'affiche françaises et européennes, les nageurs américains Aaron Peirsol et Amanda Beard ou le Canadien Brent Hayden se sont affrontés dans 36 épreuves lors de cette première édition.
La 7e édition, rebaptisée Open de France de natation, n'a plus lieu à Paris mais au stade aquatique de Vichy Val d'Allier à Bellerive-sur-Allier, près de Vichy, dans l'Allier.
La 11e édition se déroule les 1er et 2 juillet 2017, dans le stade de L'Odyssée, à Chartres. Cette édition est préparatoire aux championnats du monde de Budapest, avec les têtes d'affiche Camille Lacourt, Jérémy Stravius, Mehdy Metella, César Cielo ou Katinka Hosszú.

## Éditions
- 1re édition : du 2 au 5 août 2007 à Paris.
- 2e édition : du 17 au 19 juin 2008.
- 3e édition : du 19 au 21 juin 2009.
- 4e édition : les 26 et 27 juin 2010.
- 5e édition : les 25 et 26 juin 2011.
- 6e édition : les 6 et 7 juillet 2012.

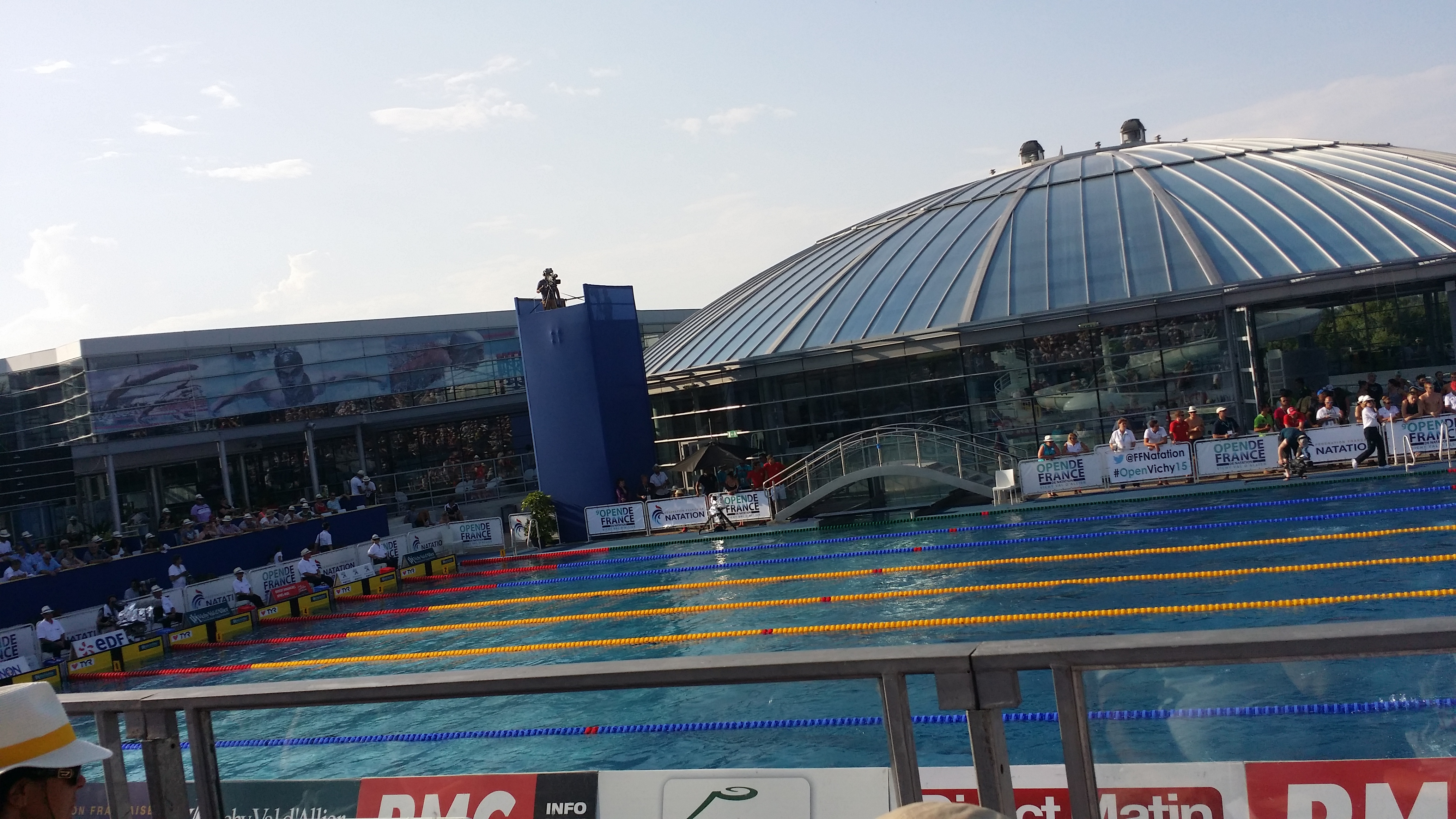
Bassin extérieur du stade aquatique à Bellerive-sur-Allier, où s'est déroulée la compétition de 2013 à 2016.

- 7e édition : les 6 et 7 juillet 2013 au stade aquatique à Bellerive-sur-Allier, près de Vichy.
- 8e édition : les 5 et 6 juillet 2014[4].
- 9e édition : les 4 et 5 juillet 2015.
- 10e édition : les 2 et 3 juillet 2016.
- 11e édition : les 1er et 2 juillet 2017 à L'Odyssée à Chartres.
- 12e édition : les 7 et 8 juillet 2018.

## Résultats

### Édition 2011
| Discipline                   | Vainqueur           | Vainqueur      | Deuxième           | Deuxième       | Troisième             | Troisième      |
| Discipline                   | Nom                 | Temps          | Nom                | Temps          | Nom                   | Temps          |
| ---------------------------- | ------------------- | -------------- | ------------------ | -------------- | --------------------- | -------------- |
| Hommes                       |                     |                |                    |                |                       |                |
| 50 m nage libre              | Cesar Cielo Filho   | 21 s 66        | Frédérick Bousquet | 21 s 78        | Andrii Govorov        | 22 s 04        |
| 200 m nage libre             | Yannick Agnel       | 1 min 45 s 59  | Jérémy Stravius    | 1 min 47 s 45  | Danil Isotov          | 1 min 48 s 99  |
| 1 500 m                      | Oussama Mellouli    | 15 min 07 s 56 | Sébastien Rouault  | 15 min 19 s 29 | Mads Glæsner          | 15 min 21 s 98 |
| 50 m dos                     | Camille Lacourt     | 24 s 61        | Randall Bal        | 24 s 89        | Matthew Grevers       | 25 s 30        |
| 200 m dos                    | Jérémy Stravius     | 1 min 58 s 49  | Radoslaw Kawecki   | 1 min 59 s 13  | Leonardo De Deus      | 2 min 01 s 28  |
| 100 m brasse                 | Alexander Dale Oen  | 1 min 00 s 33  | Fabio Scozzoli     | 1 min 00 s 51  | Giacomo Perez-Dortona | 1 min 00 s 89  |
| 100 m papillon               | Steffen Deibler     | 52 s 47        | Pawel Korzeniowski | 52 s 89        | Henrique Martins      | 53 s 43        |
| 200 m 4 nages                | Bradley Ally        | 2 min 00 s 65  | Henrique Rodrigues | 2 min 01 s 62  | Jean-David Schepers   | 2 min 02 s 03  |
| Femmes                       |                     |                |                    |                |                       |                |
| 100 m nage libre             | Femke Heemskerk     | 53 s 60        | Veronika Popova    | 54 s 86        | Silke Lippok          | 55 s 09        |
| 400 m nage libre             | Camille Muffat      | 4 min 03 s 23  | Coralie Balmy      | 4 min 08 s 25  | Mélanie Costa-Schmidt | 4 min 08 s 26  |
| 100 m dos                    | Sophie Edington     | 1 min 00 s 78  | Alexianne Castel   | 1 min 01 s 37  | Jenny Mensing         | 1 min 01 s 67  |
| 50 m brasse                  | Annie Chandler      | 30 s 89        | Caroline Ruhnau    | 31 s 01        | Laura Simon           | 31 s 29        |
| 200 m brasse                 | Nadja Higl          | 2 min 27 s 17  | sara El Bekri      | 2 min 28 s 19  | Caroline Ruhnau       | 2 min 28 s 92  |
| 50 m papillon                | Inge Dekker         | 25 s 89        | Mélanie Henique    | 26 s 23        | Triin Aljand          | 26 s 26        |
| 200 m papillon               | Kimberly Vandenberg | 2 min 08 s 81  | Alessia Polieri    | 2 min 11 s 84  | Joanna Maranhao       | 2 min 12 s 57  |
| 400 m 4 nages (série rapide) | Lara Grangeon       | 4 min 45 s 23  | Jana Martinova     | 4 min 46 s 71  | Beatriz Gomez Cortes  | 4 min 47 s 30  |

### Édition 2015
| Discipline         | Vainqueur             | Vainqueur       | Deuxième              | Deuxième       | Troisième                | Troisième      | Source |
| Discipline         | Nom                   | Temps           | Nom                   | Temps          | Nom                      | Temps          | Source |
| ------------------ | --------------------- | --------------- | --------------------- | -------------- | ------------------------ | -------------- | ------ |
| Hommes             |                       |                 |                       |                |                          |                |        |
| 50 m nage libre    | Florent Manaudou      | 21 s 61         | César Cielo           | 22 s 15        | Kristian Golomeev        | 22 s 17        | [ 5 ]  |
| 100 m nage libre   | Mehdy Metella         | 49 s 01         | Paweł Korzeniowski    | 49 s 21        | Shinri Shioura           | 49 s 25        | [ 6 ]  |
| 200 m nage libre   | Jan Switkowski        | 1 min 48 s 71   | Lorys Bourelly        | 1 min 49 s 25  | Filippo Magnini          | 1 min 49 s 28  | [ 7 ]  |
| 400 m nage libre   | Filip Zaborowski      | 3 min 51 s 72   | Jordan Pothain        | 3 min 51 s 95  | Andrea Mitchell D'Arrigo | 3 min 51 s 96  | [ 8 ]  |
| 1 500 m nage libre | Joris Bouchaut        | 15 min 09 s 31  | Damien Joly           | 15 min 09 s 69 | Wojciech Wojdak          | 15 min 14 s 56 | [ 7 ]  |
| 50 m brasse        | Cameron van der Burgh | 27 s 09         | Damir Dugonjič        | 27 s 44        | TTO George Bovell        | 27 s 57        | [ 9 ]  |
| 100 m brasse       | Cameron van der Burgh | 1 min 00 s 38   | Giacomo Perez-Dortona | 1 min 00 s 72  | Damir Dugonjič           | 1 min 01 s 48  | [ 10 ] |
| 200 m brasse       | Marco Koch            | 2 min 08 s 98   | Lennard Bremer        | 2 min 13 s 93  | Maik Ludtke              | 2 min 15 s 79  | ,      |
| 50 m dos           | Camille Lacourt       | 25 s 11         | Jérémy Stravius       | 25 s 21        | Guy Barnea J. J. Kopelev | 25 s 61        | [ 13 ] |
| 100 m dos          | Arkadiy Viatchanin    | 54 s 23         | Camille Lacourt       | 54 s 40        | Jérémy Stravius          | 54 s 80        | [ 14 ] |
| 200 m dos          | Arkadiy Viatchanin    | 1 min 56 s 80   | Benjamin Stasiulis    | 1 min 58 s 93  | Oleg Garasymovytch       | 2 min 01 s 38  | [ 15 ] |
| 50 m papillon      | Andriy Hovorov        | 23 s 37         | César Cielo           | 23 s 44        | Florent Manaudou         | 23 s 45        | [ 12 ] |
| 100 m papillon     | Mehdy Metella         | 52 s 31         | Paweł Korzeniowski    | 52 s 42        | Matteo Rivolta           | 53 s 09        | [ 16 ] |
| 200 m papillon     | Jan Switkowski        | 1 min 56 s 55   | Markus Gierke         | 1 min 57 s 61  | Jonatan Batcha           | 2 min 01 s 22  | [ 17 ] |
| 200 m 4 nages      | Federico Turrini      | 2 min 02 s 55   | Roberto Pavoni        | 2 min 02 s 59  | Marcin Cieślak (en)      | 2 min 02 s 61  | [ 18 ] |
| 400 m 4 nages      | Federico Turrini      | 4 min 19 s 43   | Roberto Pavoni        | 4 min 22 s 29  | Yannick Chatelain        | 4 min 25 s 99  | [ 12 ] |
| Femmes             |                       |                 |                       |                |                          |                |        |
| 50 m nage libre    | Francesca Halsall     | 24 s 65         | Anna Santamans        | 25 s 01        | Anna Dowgiert            | 25 s 51        | [ 12 ] |
| 100 m nage libre   | Federica Pellegrini   | 54 s 37         | Charlotte Bonnet      | 54 s 72        | Katinka Hosszú           | 55 s 26        | [ 7 ]  |
| 200 m nage libre   | Federica Pellegrini   | 1 min 55 s      | Katinka Hosszú        | 1 min 56 s 11  | Charlotte Bonnet         | 1 min 57 s 64  | [ 12 ] |
| 400 m nage libre   | Coralie Balmy         | 4 min 07 s 42   | Charlotte Bonnet      | 4 min 11 s 81  | Ophélie-Cyrielle Étienne | 4 min 12 s 06  | [ 7 ]  |
| 800 m nage libre   | Tjasa Oder (en)       | 8 min 42 s 47   | Gaja Natlačen         | 8 min 44 s 87  | Ophélie-Cyrielle Étienne | 8 min 45 s 54  | [ 12 ] |
| 50 m brasse        | Viktoria Gunes        | 31 s 37         | Amit Ivri             | 31 s 46        | Arianna Castiglioni      | 31 s 63        | [ 19 ] |
| 100 m brasse       | Viktoria Gunes        | 1 min 08 s 50   | Laura Sogar           | 1 min 08 s 50  | Giulia de Ascentis       | 1 min 09 s 13  | [ 12 ] |
| 200 m brasse       | Viktoria Gunes        | 2 min 22 s 69   | Molly Renshaw         | 2 min 25 s 67  | Laura Sogar              | 2 min 26 s 75  | [ 20 ] |
| 50 m dos           | Georgia Davies        | 27 s 95         | Francesca Halsall     | 28 s 20        | Alicja Tchórz            | 28 s 66        | [ 21 ] |
| 100 m dos          | Georgia Davies        | 1 h 00 min 65 s | Alicja Tchórz         | 1 min 01 s 42  | Daryna Zevina            | 1 min 01 s 87  | ,      |
| 200 m dos          | Katinka Hosszú        | 2 min 09 s 54   | Margherita Panziera   | 2 min 11 s 94  | Daryna Zevina            | 2 min 12 s 20  | ,      |
| 50 m papillon      | Francesca Halsall     | 26 s 20         | Anna Dowgiert         | 26 s 45        | Kimberly Buys            | 26 s 75        | [ 24 ] |
| 100 m papillon     | Rachael Kelly         | 58 s 67         | Marie Wattel          | 58 s 87        | Kimberly Buys            | 59 s 40        | [ 25 ] |
| 200 m papillon     | Katinka Hosszú        | 2 min 11 s 25   | Marie Wattel          | 2 min 12 s 63  | Camille Wishaupt         | 2 min 14 s 64  | [ 26 ] |
| 200 m 4 nages      | Katinka Hosszú        | 2 min 10 s 22   | Viktoria Gunes        | 2 min 13 s 93  | Fantine Lesaffre         | 2 min 15 s 66  | ,      |
| 400 m 4 nages      | Katinka Hosszú        | 4 min 34 s 90   | Fantine Lesaffre      | 4 min 41 s 81  | Anja Klinar              | 4 min 42 s 05  | [ 7 ]  |

### Édition 2016
Pour la quatrième année consécutive, la compétition se déroule au stade aquatique à Bellerive-sur-Allier. La dixième édition a rassemblé trente-cinq nations ; 1 300 spectateurs ont assisté à la compétition le samedi et 1 500 le dimanche.
Le 100 m nage libre, disputé samedi, a été marqué par la présence sur le podium de trois français, Jérémy Stravius, Florent Manaudou et Clément Mignon. C'est d'ailleurs la première fois que les huit nageurs de la finale réalisent un temps inférieur à 50 secondes.
Au 200 m nage libre, Yannick Agnel signe une contre-performance, en finissant quatrième avec un temps de 1 min 50 s 09, après s'être classé quinzième en séries.
Le champion olympique en titre, Florent Manaudou, a été battu au 50 m nage libre par l'ukrainien Andreï Govorov. Même contre-performance pour Coralie Balmy au 400 m terminant troisième (4 min 07 s 03) une semaine après sa performance à Rome (trois secondes de moins).
Sur 50 m papillon, la française Mélanie Henique s'impose pour la première fois sur cette distance, avec un temps de 26 s 22.
Giacomo Perez-Dortona a disputé sa dernière compétition à Vichy.
| Discipline         | Vainqueur             | Vainqueur      | Deuxième                | Deuxième       | Troisième                | Troisième      | Source |
| Discipline         | Nom                   | Temps          | Nom                     | Temps          | Nom                      | Temps          | Source |
| ------------------ | --------------------- | -------------- | ----------------------- | -------------- | ------------------------ | -------------- | ------ |
| Hommes             |                       |                |                         |                |                          |                |        |
| 50 m nage libre    | Andrii Govorov        | 21 s 93        | Florent Manaudou        | 22 s 11        | Clément Mignon           | 22 s 35        | [ 34 ] |
| 100 m nage libre   | Jérémy Stravius       | 48 s 79        | Florent Manaudou        | 49 s 07        | Clément Mignon           | 49 s 12        | ,      |
| 200 m nage libre   | Kōsuke Hagino         | 1 min 47 s 20  | Jérémy Stravius         | 1 min 47 s 40  | Jordan Pothain           | 1 min 47 s 98  | [ 34 ] |
| 400 m nage libre   | Jordan Pothain        | 3 min 48 s 21  | M. Brzoskowski          | 3 min 50 s 94  | Wojciech Wojdak          | 3 min 51 s 86  | [ 37 ] |
| 1 500 m nage libre | Mateusz Sawrymowicz   | 15 min 11 s 82 | Wojciech Wojdak         | 14 min 13 s 11 | Joris Bouchaut           | 15 min 13 s 78 | [ 34 ] |
| 50 m brasse        | Adam Peaty            | 27 s 02        | Damir Dugonjič          | 27 s 60        | Giacomo Perez-Dortona    | 27 s 80        | [ 38 ] |
| 100 m brasse       | Adam Peaty            | 59 s 41        | Giacomo Perez Dortona   | 1 min 01 s 55  | Damir Dugonjic           | 1 min 01 s 99  | [ 34 ] |
| 200 m brasse       | Andrew-Stephen Willis | 2 min 12 s 34  | Jean Dencausse          | 2 min 13 s 23  | Sverre Næss (no)         | 2 min 16 s 13  | [ 39 ] |
| 50 m dos           | Camille Lacourt       | 24 s 67        | Chris Walker-Hebborn    | 25 s 31        | I Gede Siman Sudartawa   | 25 s 35        | [ 34 ] |
| 100 m dos          | Camille Lacourt       | 53 s 99        | Chris Walker-Hebborn    | 54 s 92        | Radosław Kawęcki         | 55 s 05        | [ 39 ] |
| 200 m dos          | Kōsuke Hagino         | 1 min 59 s 14  | Radosław Kawęcki        | 1 min 59 s 91  | Yeziel Morales           | 2 min 03 s 65  | [ 34 ] |
| 50 m papillon      | Andrii Govorov        | 22 s 69        | Frédérick Bousquet      | 23 s 73        | Joeri Verlinden          | 24 s 26        | [ 39 ] |
| 100 m papillon     | Mehdy Metella         | 52 s 61        | Triady Fauzi Sidiq (en) | 53 s 38        | Joeri Verlinden          | 53 s 39        | [ 34 ] |
| 200 m papillon     | Jan Świtkowski        | 1 min 57 s 76  | Robert Žbogar (en)      | 1 min 59 s 12  | Miguel Duarte Nascimento | 1 min 59 s 87  | [ 39 ] |
| 200 m 4 nages      | Kōsuke Hagino         | 1 min 57 s 43  | Diogo Carvalho          | 2 min 01 s 62  | Marcin Cieślak (en)      | 2 min 03 s 04  | [ 34 ] |
| 400 m 4 nages      | Kōsuke Hagino         | 4 min 10 s 88  | Dávid Verrasztó         | 4 min 15 s 89  | Diogo Carvalho           | 4 min 24 s 17  | [ 39 ] |
| Femmes             |                       |                |                         |                |                          |                |        |
| 50 m nage libre    | Ranomi Kromowidjojo   | 24 s 42        | Francesca Halsall       | 24 s 48        | Anna Santamans           | 25 s 09        | [ 39 ] |
| 100 m nage libre   | Ranomi Kromowidjojo   | 53 s 54        | Charlotte Bonnet        | 54 s 23        | Miki Uchida              | 54 s 74        | [ 34 ] |
| 200 m nage libre   | Charlotte Bonnet      | 1 min 56 s 88  | Femke Heemskerk         | 1 min 57 s 88  | Robin Neumann            | 1 min 59 s 03  | [ 39 ] |
| 400 m nage libre   | Jazmin Carlin         | 4 min 05 s 37  | Anja Klinar             | 4 min 06 s 35  | Coralie Balmy            | 4 min 07 s 03  | [ 34 ] |
| 800 m nage libre   | Jazmin Carlin         | 8 min 24 s 59  | Anja Klinar             | 8 min 25 s 68  | Tjaša Oder (en)          | 8 min 29 s 11  | [ 39 ] |
| 50 m brasse        | Fanny Lecluyse        | 32 s 15        | Tjaša Vozel (en)        | 32 s 46        | Fanny Deberghes          | 32 s 63        | [ 34 ] |
| 100 m brasse       | Runa Imai             | 1 min 08 s 37  | Fanny Lecluyse          | 1 min 08 s 72  | Tjaša Vozel (en)         | 1 min 10 s 65  | [ 39 ] |
| 200 m brasse       | Runa Imai             | 2 min 26 s 09  | Fanny Lecluyse          | 2 min 27 s 72  | Fanny Deberghes          | 2 min 29 s 15  | [ 34 ] |
| 50 m dos           | Georgia Davies        | 27 s 69        | Béryl Gastaldello       | 28 s 67        | Mathilde Cini            | 28 s 81        | [ 39 ] |
| 100 m dos          | Georgia Davies        | 1 min 00 s 18  | Alicja Tchórz           | 1 min 01 s 69  | Kira Toussaint           | 1 min 02 s 93  | [ 34 ] |
| 200 m dos          | Katinka Hosszú        | 2 min 09 s 23  | Alicja Tchórz           | 2 min 12 s 61  | Candice Hall             | 2 min 14 s 25  | [ 39 ] |
| 50 m papillon      | Mélanie Henique       | 26 s 22        | Aleksandra Urbanczyk    | 26 s 53        | Anna Dowgiert            | 26 s 56        | [ 34 ] |
| 100 m papillon     | Natsumi Hoshi         | 58 s 90        | Marie Wattel            | 59 s 03        | Anna Ntountounaki        | 59 s 08        |        |
| 200 m papillon     | Natsumi Hoshi         | 2 min 07 s 20  | Lara Grangeon           | 2 min 10 s 73  | Evelyn Verrasztó         | 2 min 12 s 04  | [ 34 ] |
| 200 m 4 nages      | Katinka Hosszú        | 2 min 08 s 93  | Runa Imai               | 2 min 12 s 34  | Fantine Lesaffre         | 2 min 14 s 23  | [ 39 ] |
| 400 m 4 nages      | Katinka Hosszú        | 4 min 35 s 19  | Fantine Lesaffre        | 4 min 39 s 40  | Lara Grangeon            | 4 min 45 s 39  | [ 34 ] |

### Édition 2017
La compétition est retransmise sur BeIN Sports.
338 nageurs, dont 203 étrangers, sont engagés dans cette compétition. Toutefois, aucun nageur américain n'est présent dans cette édition (pour cause de championnats des États-Unis se disputant au même moment), à l'exception de Jordan Wilimovsky.
Le 1er juillet, le nageur français Mehdy Metella s'est imposé sur 100 mètres nage libre en 48 s 46, tout comme Anna Santamans sur 50 m nage libre (24 s 96). Toutefois, sur 200 mètres nage libre femmes, Charlotte Bonnet, qualifiée pour les mondiaux, a été battue de onze centièmes par l'australienne Ann McKeon (1 min 57 s 31), et Geoffroy Mathieu n'a fini qu'à la sixième place (57 s 10) sur 100 m dos.
La compétition n'a attiré que peu de monde en raison de la pluie (400 spectateurs le samedi et 800 le dimanche) malgré une capacité portée à 2 600 spectateurs sur les bassins de L'Odyssée. La fédération française de natation espérait une organisation les 24 et 25 juin, en même temps que le meeting de Rome, le public chartrain ayant décidé de suivre les championnats régionaux à Tours (présence d'une délégation de nageurs de Chartres Métropole), sans possibilité de décalage de date selon la fédération.
| Discipline                      | Vainqueur         | Vainqueur      | Deuxième                  | Deuxième       | Troisième             | Troisième      | Source |
| Discipline                      | Nom               | Temps          | Nom                       | Temps          | Nom                   | Temps          | Source |
| ------------------------------- | ----------------- | -------------- | ------------------------- | -------------- | --------------------- | -------------- | ------ |
| Hommes                          |                   |                |                           |                |                       |                |        |
| 50 m nage libre                 | Bruno Fratus      | 21 s 97        | César Cielo               | 22 s 11        | Paweł Juraszek (en)   | 22 s 13        | [ 43 ] |
| 100 m nage libre                | Mehdy Metella     | 48 s 46        | Kacper Majchrzak          | 49 s 39        | James Magnussen       | 49 s 54        | [ 44 ] |
| 200 m nage libre                | Kōsuke Hagino     | 1 min 48 s 24  | Kacper Majchrzak          | 1 min 48 s 28  | Daniel Smith          | 1 min 48 s 46  | [ 45 ] |
| 400 m nage libre                | Filip Zaborowski  | 3 min 51 s 29  | Miguel Durán Navia (en)   | 3 min 51 s 81  | Jack McLoughlin       | 3 min 51 s 89  | [ 46 ] |
| 1 500 m nage libre série rapide | Jordan Wilimovsky | 15 min 12 s 54 | Joris Bouchaut            | 15 min 22 s 98 | Jack McLoughlin       | 15 min 23 s 20 | [ 47 ] |
| 50 m brasse                     | João Gomes Jr.    | 27 s 40        | Andrey Nikolaev           | 27 s 44        | Čaba Silađi           | 27 s 71        | [ 48 ] |
| 100 m brasse                    | João Gomes Jr.    | 1 min 00 s 39  | Grayson Bell              | 1 min 00 s 84  | Andrey Nikolaev       | 1 min 00 s 85  | [ 49 ] |
| 200 m brasse                    | Marco Koch        | 2 min 10 s 36  | Lennard Bremer            | 2 min 14 s 16  | Matthew Wilson        | 2 min 14 s 41  | [ 50 ] |
| 50 m dos                        | Camille Lacourt   | 24 s 82        | Guilherme Guido           | 25 s 29        | Apóstolos Chrístou    | 25 s 34        | [ 51 ] |
| 100 m dos                       | Ryōsuke Irie      | 53 s 56        | Guilherme Guido           | 54 s 46        | Apóstolos Chrístou    | 54 s 65        | [ 52 ] |
| 200 m dos                       | Ryōsuke Irie      | 1 min 55 s 86  | Radosław Kawęcki          | 1 min 58 s 32  | Kōsuke Hagino         | 2 min 00 s 98  | [ 53 ] |
| 50 m papillon                   | Andrii Govorov    | 23 s 30        | Sebastian Sabo            | 23 s 79        | Konrad Czerniak       | 23 s 85        | [ 54 ] |
| 100 m papillon                  | Mehdy Metella     | 51 s 51        | Konrad Czerniak           | 52 s 91        | Sebastian Sabo        | 53 s 63        | [ 55 ] |
| 200 m papillon                  | Louis Croenen     | 1 min 59 s 34  | Grant Irvine              | 2 min 00 s 31  | David Morgan          | 2 min 00 s 40  | [ 56 ] |
| 200 m 4 nages                   | Kōsuke Hagino     | 1 min 57 s 38  | Hugo González de Oliveira | 2 min 00 s 65  | Clyde Lewis           | 2 min 01 s 15  | [ 57 ] |
| 400 m 4 nages                   | Kōsuke Hagino     | 4 min 13 s 73  | Jérémy Desplanches        | 4 min 18 s 28  | Joan Lluís Pons Ramon | 4 min 20 s 80  | [ 58 ] |
| Femmes                          |                   |                |                           |                |                       |                |        |
| 50 m nage libre                 | Anna Santamans    | 24 s 96        | Marie Wattel              | 25 s 48        | Madison Wilson        | 25 s 51        | [ 59 ] |
| 100 m nage libre                | Emma McKeon       | 54 s 24        | Madison Wilson            | 55 s 00        | Manuella Lyrio (pt)   | 55 s 26        | [ 60 ] |
| 200 m nage libre                | Emma McKeon       | 1 min 57 s 31  | Charlotte Bonnet          | 1 min 57 s 42  | Madison Wilson        | 1 min 57 s 93  | [ 61 ] |
| 400 m nage libre                | Ariarne Titmus    | 4 min 02 s 51  | Eleanor Faulkner (en)     | 4 min 08 s 87  | Anja Klinar           | 4 min 09 s 03  | [ 62 ] |
| 800 m nage libre série rapide   | Mireia Belmonte   | 8 min 27 s 33  | Ariarne Titmus            | 8 min 28 s 51  | Jessica Ashwood       | 8 min 28 s 54  | [ 63 ] |
| 50 m brasse                     | Yuliya Efimova    | 29 s 99        | Jessica Hansen            | 31 s 31        | Jessica Vall          | 31 s 78        | [ 64 ] |
| 100 m brasse                    | Yuliya Efimova    | 1 min 05 s 09  | Jessica Hansen            | 1 min 07 s 09  | Jessica Vall          | 1 min 07 s 48  | [ 65 ] |
| 200 m brasse                    | Yuliya Efimova    | 2 min 21 s 54  | Taylor McKeown            | 2 min 24 s 02  | Reona Aoki            | 2 min 24 s 75  | [ 66 ] |
| 50 m dos                        | Holly Barratt     | 27 s 81        | Kaylee McKeown            | 28 s 37        | Mathilde Cini         | 28 s 58        | [ 67 ] |
| 100 m dos                       | Holly Barratt     | 1 min 00 s 05  | Kaylee McKeown            | 1 min 01 s 16  | Mathilde Cini         | 1 min 01 s 63  | [ 68 ] |
| 200 m dos                       | Katinka Hosszú    | 2 min 08 s 83  | Hilary Caldwell           | 2 min 10 s 31  | Yui Ohashi            | 2 min 12 s 01  | [ 69 ] |
| 50 m papillon                   | Mélanie Henique   | 25 s 99        | An Se-hyeon (en)          | 26 s 49        | Marie Wattel          | 26 s 57        | [ 70 ] |
| 100 m papillon                  | An Se-hyeon (en)  | 58 s 14        | Emma McKeon               | 58 s 70        | Brianna Throssell     | 58 s 72        | [ 71 ] |
| 200 m papillon                  | Emma McKeon       | 2 min 07 s 49  | Brianna Throssell         | 2 min 07 s 90  | An Se-hyeon (en)      | 2 min 08 s 15  | [ 72 ] |
| 200 m 4 nages                   | Katinka Hosszú    | 2 min 09 s 83  | Yul Olashi                | 2 min 11 s 21  | Sydney Pickrem        | 2 min 11 s 62  | [ 73 ] |
| 400 m 4 nages                   | Katinka Hosszú    | 4 min 33 s 81  | Yui Ohashi                | 4 min 35 s 92  | Sakiko Shimizu (en)   | 4 min 38 s 29  | [ 74 ] |

### Édition 2018
L'édition 2018 de l'Open de France de natation est organisée pour la deuxième année consécutive à L'Odyssée à Chartres. Les compétitions se déroulent sur le bassin de 50 m extérieur.
Elle a été marquée par la victoire de Charlotte Bonnet sur le 100 et le 200 m nage libre, de Mehdy Metella sur 100 m papillon ou de Jérémy Stravius sur 50 m dos.

### Édition 2022
L'édition 2022 est prévue les 16-17 juillet, à la piscine L'Odyssée de Chartres.

### Source
- « Paris, ville d'eau », article du quotidien sportif L'Équipe, 28 juillet 2007.